# Список умерших в 1837 году
В этой статье представлен список известных людей, умерших в 1837 году.
См. также: Категория:Умершие в 1837 году

## Январь
- 17 января — Оде-де-Сион, Карл Осипович (78), савойский монах-бенедиктинец и военнослужащий; на русской службе — генерал-майор, военный педагог.

## Февраль
- 10 февраля - Александр Сергеевич Пушкин

## Март
- 6 марта — Юрий Лисянский (63), русский мореплаватель, исследователь, писатель, военный моряк.

## Июль
- 17 июля — Хуан Педро Хулиан Агирре-и-Лопес де Анайя (55) — верховный правитель Объединённых провинций Рио-де-Ла-Платы (1820)

## Октябрь
- 12 октября — Акива Эгер (75) — крупный раввин, автор общепризнанных комментариев к Талмуду и Шулхан аруху. Главный раввин Познани.